# Gare de Montrelais
La gare de Montrelais est une ancienne gare ferroviaire française, aujourd’hui fermée, de la ligne de Tours à Saint-Nazaire, située sur le territoire de la commune de Montrelais, dans le département de la Loire-Atlantique, en région Pays de la Loire.

## Situation ferroviaire
Établie à 16 m d'altitude, la gare de Montrelais est située au point kilométrique (PK) 380,812 de la ligne de Tours à Saint-Nazaire entre les gares ouvertes d'Ingrandes-sur-Loire et de Varades – Saint-Florent-le-Vieil. La gare se trouve en plein cœur du petit bourg du même nom.

## Service des voyageurs

### Accès
Un passage souterrain public permet de traverser les voies sans faire le détour par la déviation de la route départementale no 18. En cas d’inondation de ce souterrain lors des crues de la Loire, le passage à niveau no 276, situé au PK 380,827 (au bout des quais), peut être réactivé. Ce passage souterrain permettait aussi d’accéder à l’un ou l’autre des quais.

### Desserte

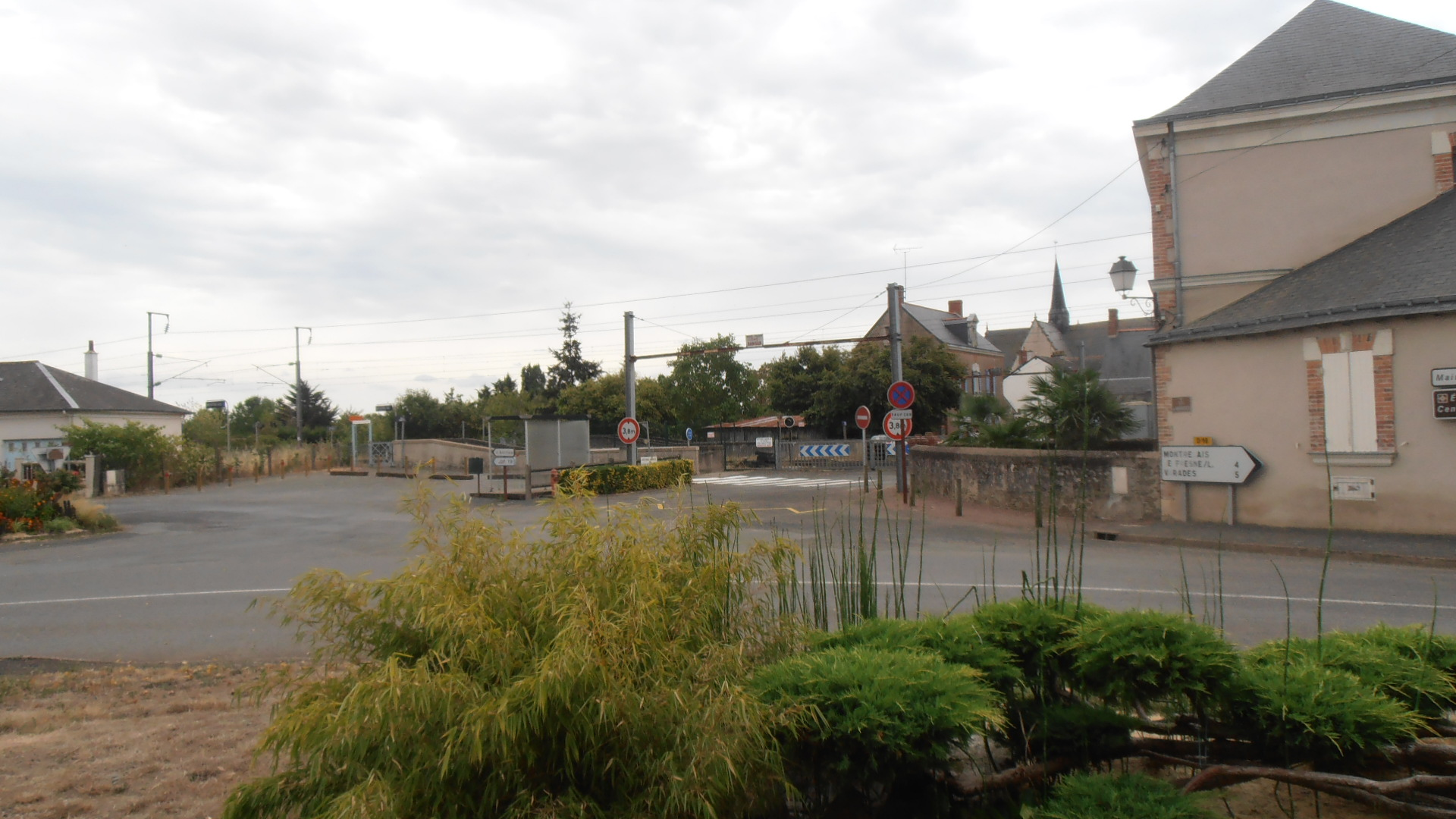
La gare en 2015, au centre du village

La gare est aujourd’hui fermée à tout trafic.
Les TER ont cessé de desservir ce qui était alors un point d’arrêt non géré (PANG) le 30 mai 1999, en même temps que la gare de Saint-Georges-sur-Loire, à l’occasion du cadencement des TGV Paris – Nantes. Avant cette date, un TER desservait l’arrêt le matin en direction de Nantes (du lundi au samedi), et un autre le soir en provenance de Nantes (du lundi au vendredi). Cette situation était inchangée depuis au moins cinq années.
Les portails ont alors été cadenassés, mais les plaques nominatives, téléphones de quai et pancartes de sécurité sont toujours en place en 2015. Le quai de la voie 2 (en direction de Tours) a été détruit entre 2011 et 2015.